# آرماند کاتافاجو
آرماند کاتافاجو (انگلیسی: Armand Catafago; ۱۳ ژانویهٔ ۱۹۲۶ – ۱۶ سپتامبر ۲۰۱۰) بازیکن بسکتبال اهل مصر بود.